# 近谷凉
近谷凉（日语：／ Chikatani Ryo，1992年4月17日—），日本男子自行车运动员。他曾代表日本参加2014年和2018年亚洲运动会自行车比赛，其中2014年亚运会获得一枚铜牌，2018年亚运会获得一枚银牌和一枚铜牌。